# Lester Patrick Trophy
Lester Patrick Trophy – nagroda indywidualna przyznawana każdego sezonu przez National Hockey League i USA Hockey osobie, która wyróżniła się wybitnym wkładem w popularyzację oraz rozwój hokeja na lodzie w Stanach Zjednoczonych. Laureatem mogą być zawodnicy, trenerzy, sztabowcy, ale również osoby zupełnie niezwiązane zawodowo z ligą. Nagrodę wprowadzono w roku 1966 i została nazwana na cześć Lestera Patricka, zawodnika i wieloletniego trenera New York Rangers.

## Lista nagrodzonych
- 2023 – Joe Bertagna
- 2022 – Warren Strelow
- 2021 – Jack Barzee
- 2020 – Lynn Olson
- 2019 – Jack Blatherwick
- 2018 – Jim Johannson

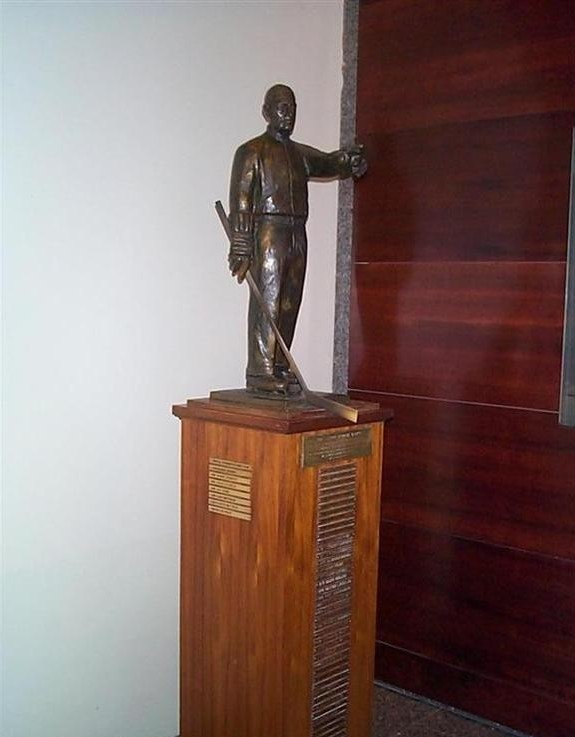
Trofeum Lester Patrick Trophy

- 2017 – Peter Lindberg, Dave Ogrean
- 2016 – Mark Howe, Patrick J. Kelly
- 2015 – Jeremy Jacobs, Bob Crocker
- 2014 – Bill Daly, Paul Holmgren
- 2013 – Kevin Allen
- 2012 – Bob Chase-Wallenstein, Dick Patrick
- 2011 – Mark Johnson, Bob Pulford, Tony Rossi, Jeff Sauer
- 2010 – David Andrews, Cam Neely, Jack Parker, Jerry York
- 2009 – Mark Messier, Mike Richter, Jim Devellano
- 2008 – Phil Housley, Brian Burke, Bob Naegele, Ted Lindsay
- 2007 – Brian Leetch, Cammi Granato, Stan Fischler, John Halligan
- 2006 – Red Berenson, Marcel Dionne, Reed Larson, Glen Sonmor, Steve Yzerman
- 2005 – nie przyznano z powodu lockoutu
- 2004 – Mike Emrick, John Davidson, Ray Miron
- 2003 – Willie O’Ree, Ray Bourque, Ron DeGregorio
- 2002 – Herb Brooks, Larry Pleau
- 2001 – Gary Bettman, Scotty Bowman, David Poile
- 2000 – Mario Lemieux, Craig Patrick, Lou Vairo
- 1999 – Harry Sinden
- 1998 – Peter Karmanos, Neal Broten, John Mayasich, Max McNab
- 1997 – Seymour H. Knox III, Bill Cleary, Pat LaFontaine
- 1996 – George Gund, Ken Morrow, Milt Schmidt
- 1995 – Joe Mullen, Brian Mullen, Bob Fleming
- 1994 – Wayne Gretzky, Robert Ridder
- 1993 – Frank Boucher, Red Dutton, Bruce McNall, Gil Stein
- 1992 – Al Arbour, Art Berglund, Lou Lamoriello
- 1991 – Rod Gilbert, Mike Ilitch
- 1990 – Len Ceglarski
- 1989 – Dan Kelly, Lou Nanne, Lynn Patrick, Bud Poile
- 1988 – Keith Allen, Fred Cusick, Bob Johnson
- 1987 – Hobey Baker, Frank Mathers
- 1986 – Jack MacInnes, Jack Riley
- 1985 – Jack Butterfield, Arthur M. Wirtz
- 1984 – John A. Ziegler, Arthur Howie Ross
- 1983 – Bill Torrey
- 1982 – Emile P. Francis
- 1981 – Charles M. Schulz
- 1980 – Bobby Clarke, Ed Snider, Fred Shero
- 1979 – Bobby Orr
- 1978 – Phil Esposito, Tom Fitzgerald, William T. Tutt, Bill Wirtz
- 1977 – John P. Bucyk, Murray Armstrong, John Mariucci
- 1976 – Stan Mikita, George A. Leader, Bruce Norris
- 1975 – Donald M. Clark, William L. Chadwick, Tommy Ivan
- 1974 – Alex Delvecchio, Murray Murdoch, Weston W. Adams, Charles L. Crovat
- 1973 – Walter L. Bush
- 1972 – Clarence S. Campbell, John A. Kelly, Ralph Weiland, James D. Norris
- 1971 – William M. Jennings, John B. Sollenberger, Terry Sawchuk
- 1970 – Eddie Shore, James C.V. Hendy
- 1969 – Bobby Hull, Edward J. Jeremiah
- 1968 – Thomas F. Lockhart, Walter A. Brown, John Kilpatrick
- 1967 – Gordie Howe, Charles F. Adams, James E. Norris
- 1966 – Jack Adams